# Barroso II

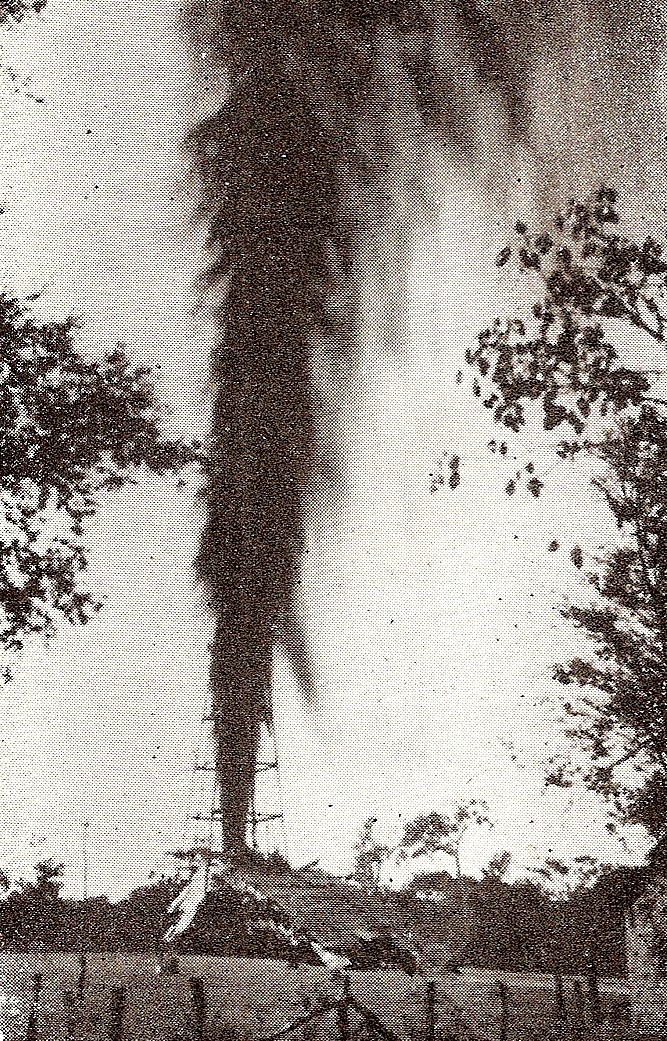
Reventon del pozo Barrosos II en 1922

El Barroso II o R 4' fue el pozo que reveló el potencial petrolero de Venezuela. Se activó, o reventó, en jerga petrolera, el 14 de diciembre de 1922, dando inicio a la explotación comercial del campo “La Rosa”. El Barroso II', con una profundidad total de 500 metros (1500 pies), inició exitosamente la producción miocena del campo "La Rosa" con 264 barriles diarios de producción de un crudo de 18° API, en flujo natural. 
La perforación utilizó cabrias de madera construidas en el sitio y taladros de percusión; por ello se presentaron graves problemas para dominar la presión del yacimiento, lo que ocasionó el reventón del pozo. En aquella época, los reventones eran frecuentes al llegar a los horizontes petrolíferos.

## Ubicación
El pozo Barroso II, se encuentra en el sector Gasplant, Parroquia La Rosa, en la ciudad de Cabimas, Municipio Cabimas del estado Zulia en la Avenida Intercomunal entre carreteras K y L. Al momento de su perforación (1914) se perforó en medio de una selva cerca de unas lagunas de las que tomó su nombre (Los Barrosos), al este de la población de La Rosa, en aquel entonces un pueblo aparte de Cabimas.

## Historia
El Barroso II fue parte de la campaña exploratoria de la empresa Venezuelan Oil Concessions Ltd. (V.O.C), para aprovechar la concesión otorgada a Antonio Aranguren en 1906. La VOC había perforado varios pozos anteriores, el pozo Santa Bárbara I fue el primero perforado en 1913 el cual resultó seco; el pozo Santa Bárbara II que produjo petróleo con 260 barriles diarios fue el descubridor del campo La Rosa en 1916, el resultado fue considerado decepcionante; luego se perforó varios kilómetros más al norte el pozo Los Barrosos I, el cual resultó seco (actualmente esos pozos se denominan R1, R2 y R3). Los Barrosos II fue perforado cerca del Barroso I, comenzando actividades en mayo de 1922, con un taladro de madera construido en el sitio que funcionaba a percusión. El taladro se quedó atascado dentro del pozo siendo necesario contratar a un experto en Estados Unidos para solucionar el problema. El 14 de diciembre de 1922, cuando se recuperó el pozo este reventó con un chorro de 40 metros de altura y un caudal de 100.000 barriles diarios, que era visible desde Maracaibo, a 45 Kilómetros. Llevó nueve días controlar el pozo durante, los cuales llovió petróleo con el mismo caudal sobre Cabimas, llenando de petróleo los techos y las calles del poblado. El reventón del pozo Barroso II (R4) fue noticia de primera plana en los principales periódicos del mundo, tanto por la cantidad como por el potencial que repentinamente demostraban los campos petrolíferos de Venezuela. En los siguientes años se perforarían cientos de pozos para explotar el campo La Rosa, y se descubrieron las áreas vecinas de Tía Juana, Lagunillas de Agua y Bachaquero que se proyectaban al Lago de Maracaibo resultando un mismo campo gigante el Campo Costanero Bolívar uno de los mayores a nivel mundial.

## Plaza El Barroso
El Barroso II declinó, dicen que se secó y fue abandonado, cayendo en el olvido y siendo parte de los terrenos ocupados por las oleadas de inmigrantes que llegaron a Cabimas. Su localización fue reencontrada por el profesor Orlando Méndez de la Universidad Central de Venezuela en los años 70 dentro de una casa y recuperada con la construcción de una plaza y un balancín conmemorativo en el sitio.
La plaza fue construida por el Concejo Municipal del Distrito Bolívar e inaugurada el 22 de diciembre de 1980 por el presidente de la república Luis Herrera Campíns. En el año 2013-2014 la plaza fue remodelada y restaurada por PDVSA la Estancia.